# Кверулянтство
Кверуля́нтство (от лат. querulus — «жалующийся») — болезненная склонность к сутяжничеству. Выражается в борьбе за свои права и ущемлённые интересы (зачастую — мнимые или преувеличенные).
Кверулянт подаёт жалобы во всевозможные инстанции, исковые заявления в суд. Любые принятые решения по этим искам оспариваются. Отказы и неуспехи приводят кo всё большему убеждению кверулянта в «пристрастном» к нему отношении, поэтому он продолжает протесты и обжалует дела, обвиняет суд в незаконных действиях. Нарастает неспособность правильного понимания своего и чужого права, больной крайне переоценивает собственные интересы, при этом к правам и интересам окружающих он равнодушен. Центральное место в психике начинают занимать представления, связанные с «ущемлением» прав и интересов. Эти представления приобретают доминирующее значение и характер сверхценных идей. В более тяжёлых случаях представления, связанные с «ущемлением» прав, развиваются до бредовых идей.
Кверулянтство характерно для психопатических личностей параноического склада (параноидное расстройство личности по МКБ-10). Наблюдается при параноических развитиях (паранойяльном симптомообразовании у психопатических личностей) и паранойяльном варианте параноидной шизофрении. В МКБ-10 кверулянтная форма паранойи включается в категорию F22.8 (другие хронические бредовые расстройства). Паранойяльная шизофрения (F22.82) также может быть с кверуляторным бредом.
Понятие сутяжничества и диагноз сутяжно-паранойяльного развития личности широко использовались советскими судебными психиатрами до 1980-х годов включительно в отношении политических инакомыслящих, становившихся жертвами использования психиатрии в политических целях:132. Сходное применение это понятие получило и в Китае:132.